# Росдорф (Гентин)
Росдорф (Гентин) (нем. Roßdorf (bei Genthin)) — деревня в Германии, в земле Саксония-Анхальт. Входит в состав города Йерихов.
Население составляет 523 человека (на 31 декабря 2006 года). Занимает площадь 11,54 км².
Впервые упоминается в 1368 году как Радесторп, что означает обезлесенная деревня. До 31 декабря 2009 года имела статус общины (коммуны). Последним бургомистром был Рудольф Дрешер. 1 января 2010 года вошла в состав города Йерихов.

## Достопримечательности
- Церковь Росдорф